# Cétoine dorée
Cetonia aurata
Espèce
Répartition géographique
La Cétoine dorée (Cetonia aurata) ou « hanneton des roses » est une espèce d'insectes coléoptères de la famille des Scarabaeidae, de la sous-famille des Cetoniinae. Elle est commune en Europe.

## Description
Les adultes mesurent entre 14 et 20 mm,.
Cette espèce présente une grande variation chromatique, souvent d'une couleur vert métallisé plus ou moins vive, elle est parfois teintée de rouge, rarement de bleu, de violet ou de noir.
Ponctuation forte du pronotum sur les côtés, plus fine et éparse sur le disque avec un espace médian quasiment lisse.
Les élytres sont soudés, donc ne s'ouvrent pas en vol, mais un espace permet le déploiement latéral des ailes membraneuses, sous les élytres. Ceux-ci peuvent être glabres ou légèrement pubescents. Ils présentent de façon inconstante des petites taches blanches plus ou moins marquées, alignées transversalement. Les côtes élytrales sont atténuées vers la base.
L'abdomen du mâle présente une petite dépression ventrale, le dernier sternite n'est pas ponctué au milieu, ce qui permet de différencier les sexes, celui de la femelle l'est entièrement.

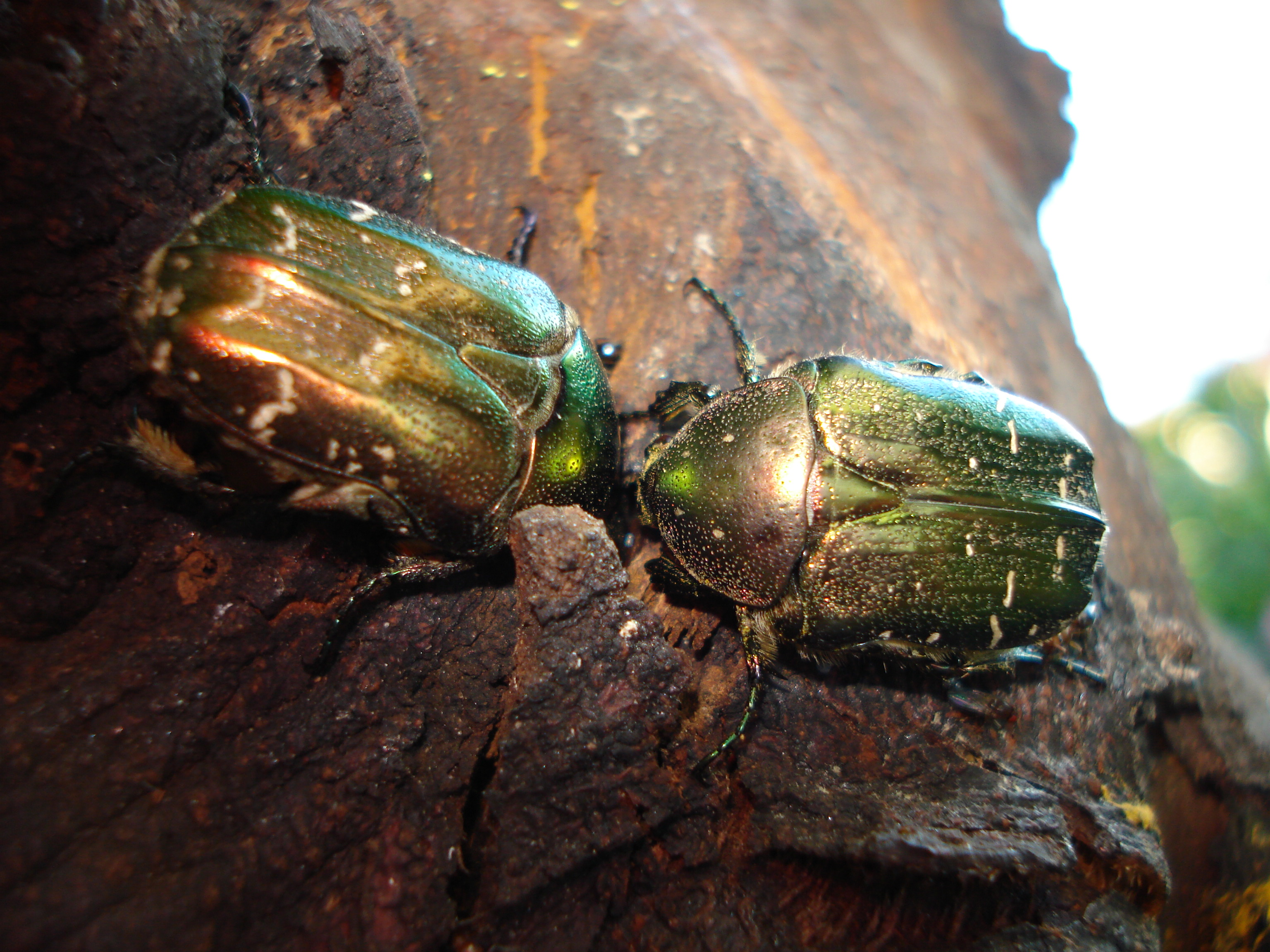
Cétoines dorées.
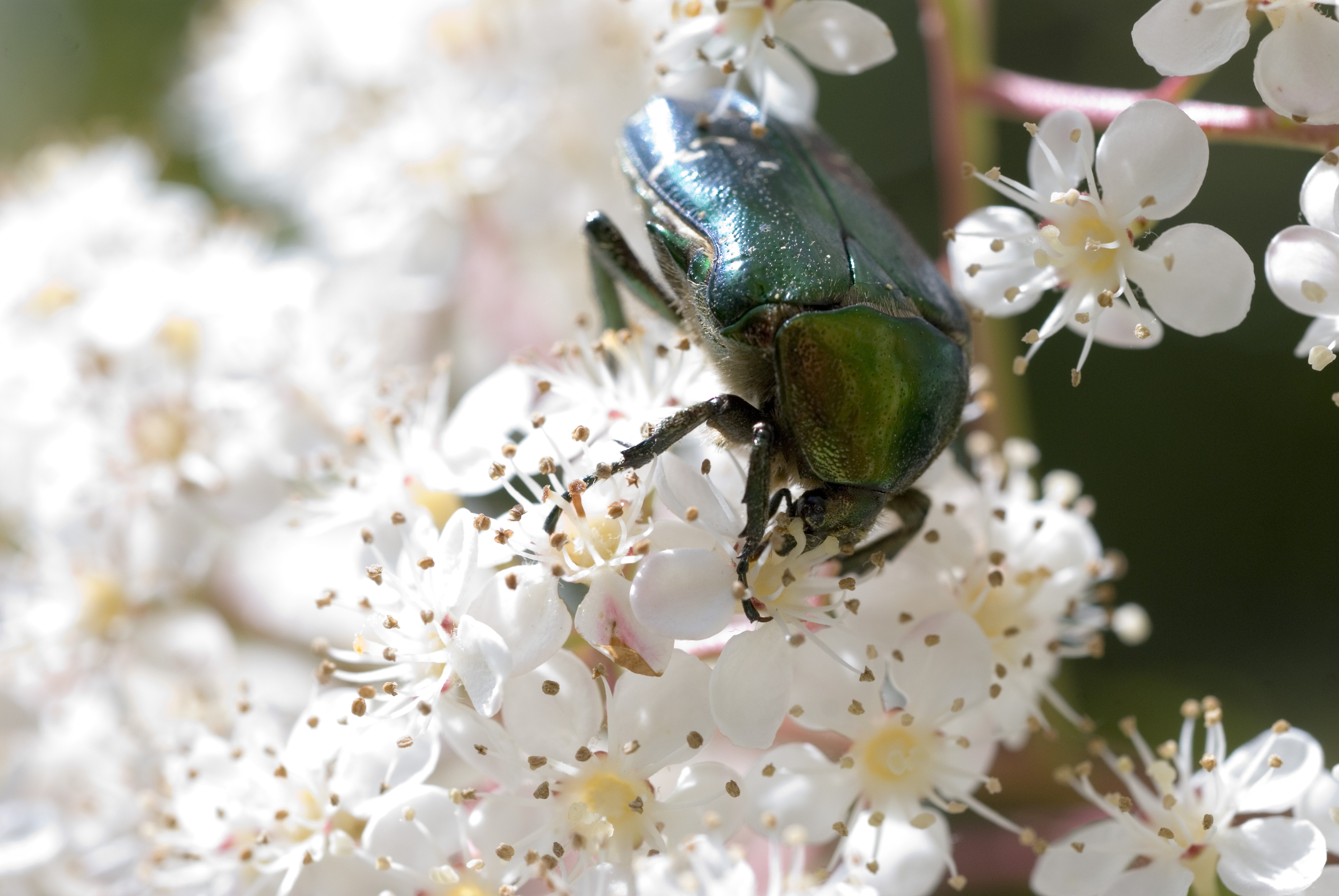
Cétoine dorée s'alimentant.
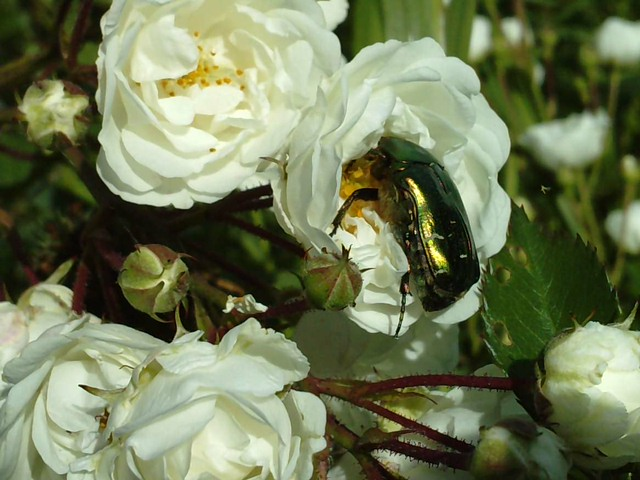
Une cétoine mangeant le « cœur » d'une rose.
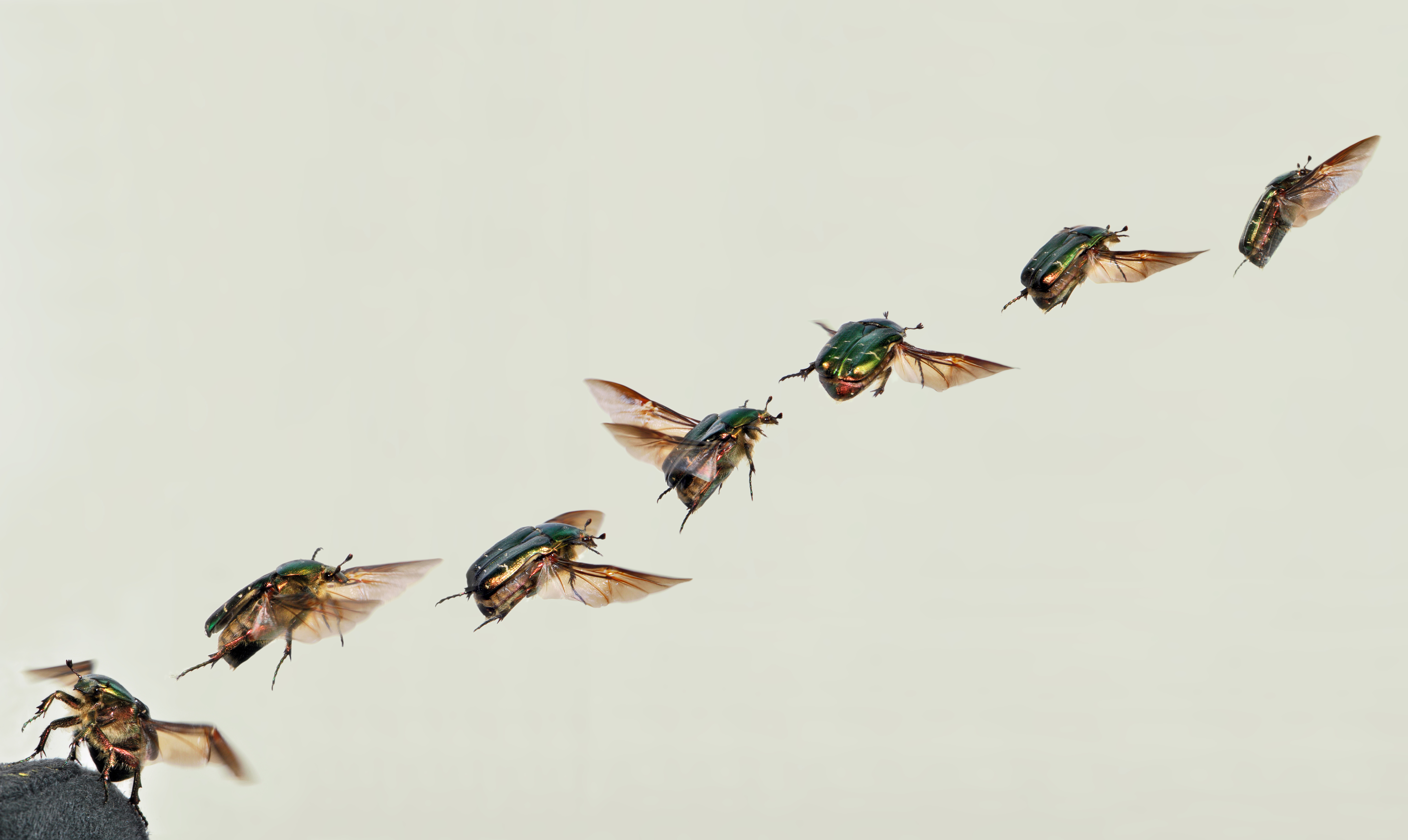
Envol.
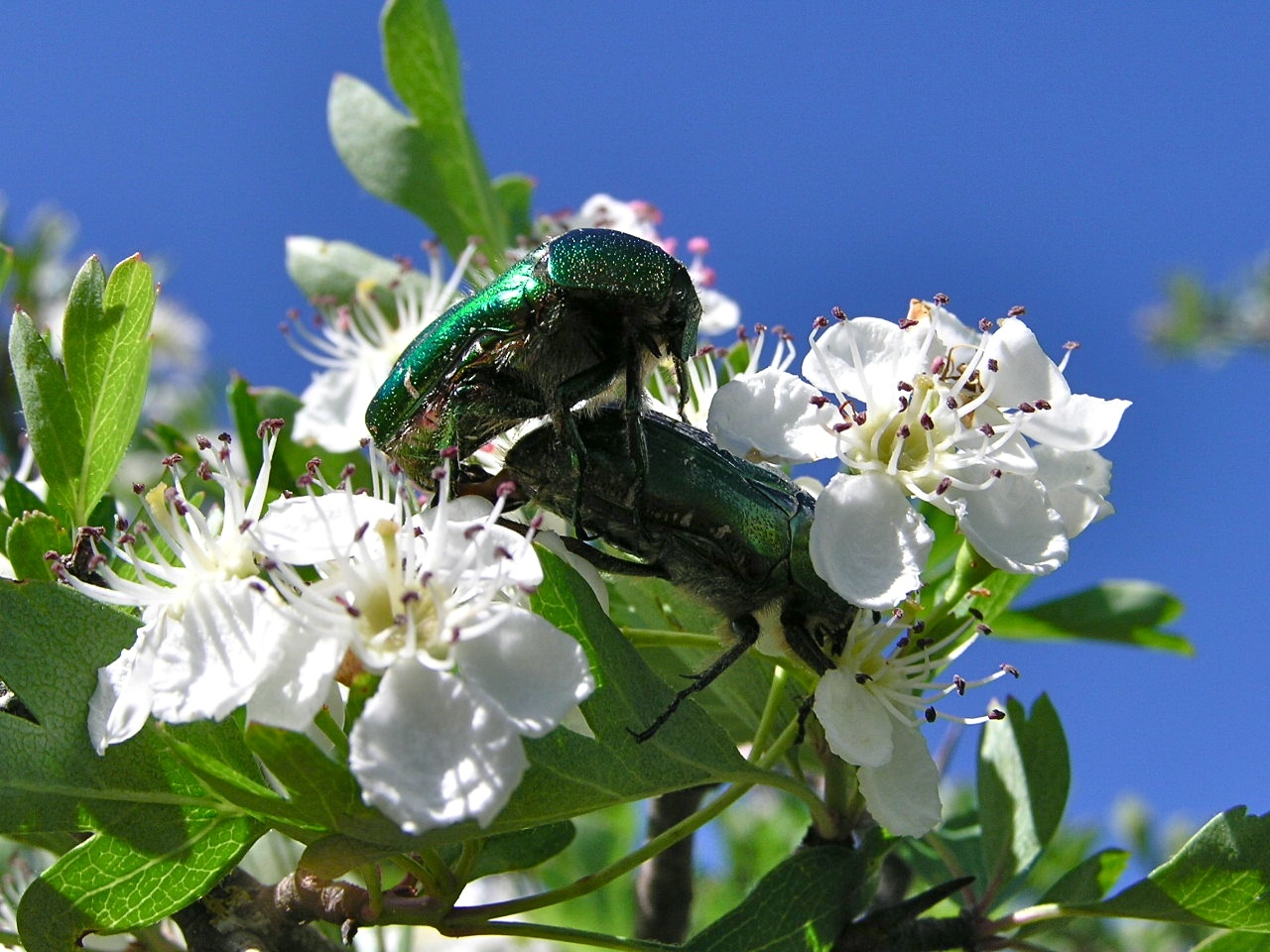
Accouplement.

## Couleur
La couleur vert métallisée de cet insecte est une  couleur structurelle, causée par la polarisation circulaire d'une grande partie de la lumière réfléchie. Comme chez d'autres scarabées la polarisation est à gauche. Si on l'observe à travers un polariseur dextrogyre, les couleurs de l'insecte disparaissent. Il existe des insectes de couleurs différentes du vert courant : cuivré, gris ou noir. De nombreux spécimens ont des mouchetures blanches, tandis que d'autres n'en ont pas du tout. Elles ont été décrites comme provenant d'une polarisation elliptique à bande étroite.

## Distribution
La larve a une distribution paléarctique.

## Éthologie

### Larve

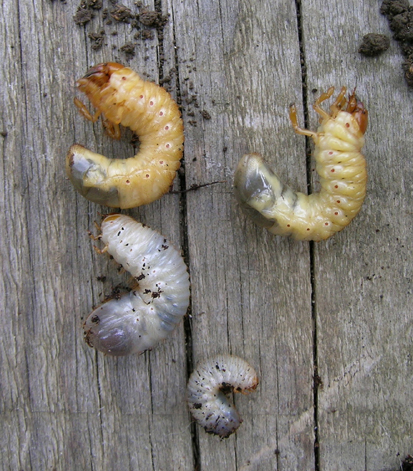
Larves de hanneton (haut) et de cétoine (bas) dont la fine cuticule laisser deviner l'hémolymphe translucide.

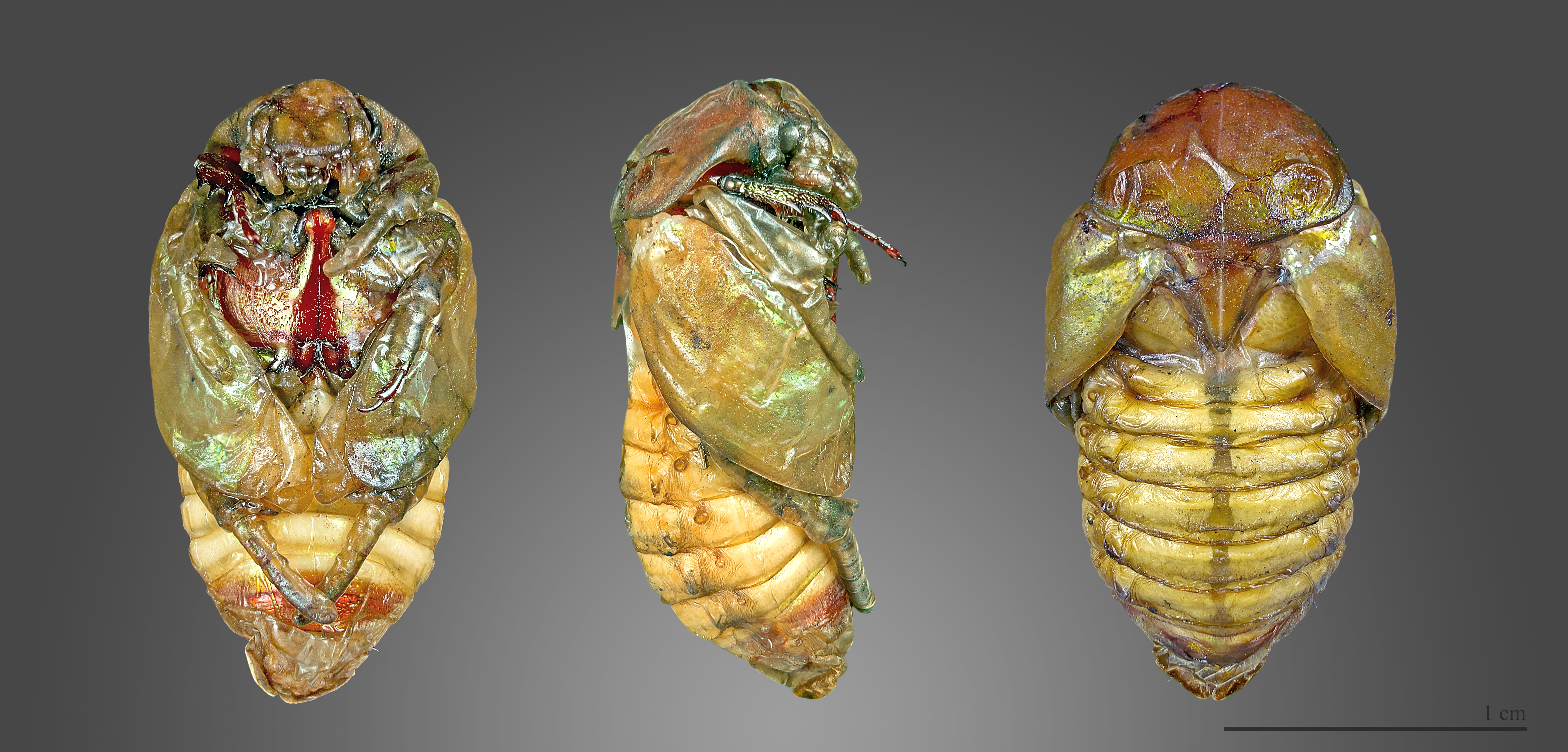
Nymphe.

La larve est de type mélolonthoïde, comme celle du hanneton (ver blanc) ou du lucane cerf-volant avec laquelle elle peut être confondue.
Comparativement au ver blanc, la larve de cétoine :
- est plus claire, a la tête et les pattes plus petites et le bas du corps plus renflé ;
- a une fente anale (face ventrale de ce qui apparaît être le dernier segment) simple et transverse et, au niveau de la tête sur la face avant au-dessus de la bouche, une rangée transverse de petites épines alors que le hanneton a une fente anale en Y ou en V puis tête et « joues » entre emplacement de l’œil et la bouche avec des petites soies d'aspect rugueux ;
- se déplace en rampant sur le dos (grâce aux poils raides sur le dos, ses pattes courtes et moins longues que la largeur du corps cylindrique ne pouvant la tracter) alors que le hanneton rampe sur le côté ;
- est saproxylophage[8],[9], se nourrissant de bois très décomposé, ce qui en fait un élément important du cycle sylvigénétique. Son habitat naturel est généralement une souche ou un arbre creux contenant un terreau de bois en décomposition. Mais certains terreaux ou composts de jardin leur conviennent également. Le bois n'étant pas une nourriture très riche, le développement larvaire s'étale généralement sur deux à trois années. Puis la larve constitue une coque de matière organique (fibres de bois) et de terre dans laquelle elle se nymphose. À l'opposé, les larves de hannetons vivent dans le sol creusant des galeries qui leur permettent d’accéder aux racines vivantes dont elles se nourrissent[10].

La larve de Cétoine dorée est l'hôte intermédiaire du ver nématode Spirura talpae qui effectue ses premiers stades de développement dans son hémolymphe avant de d'aller se reproduire dans l'estomac de la Taupe d'Europe.

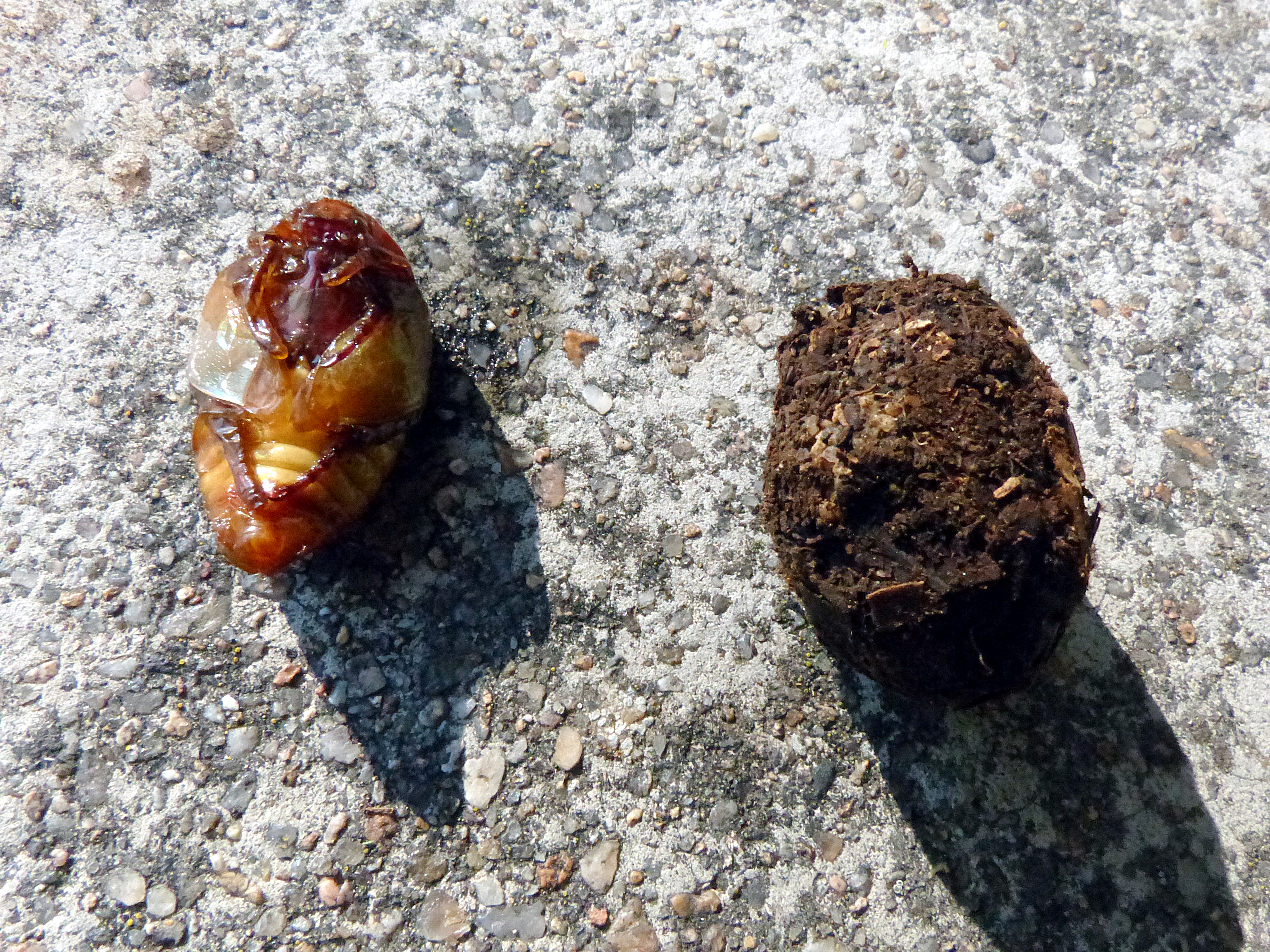
La nymphe et son "œuf".

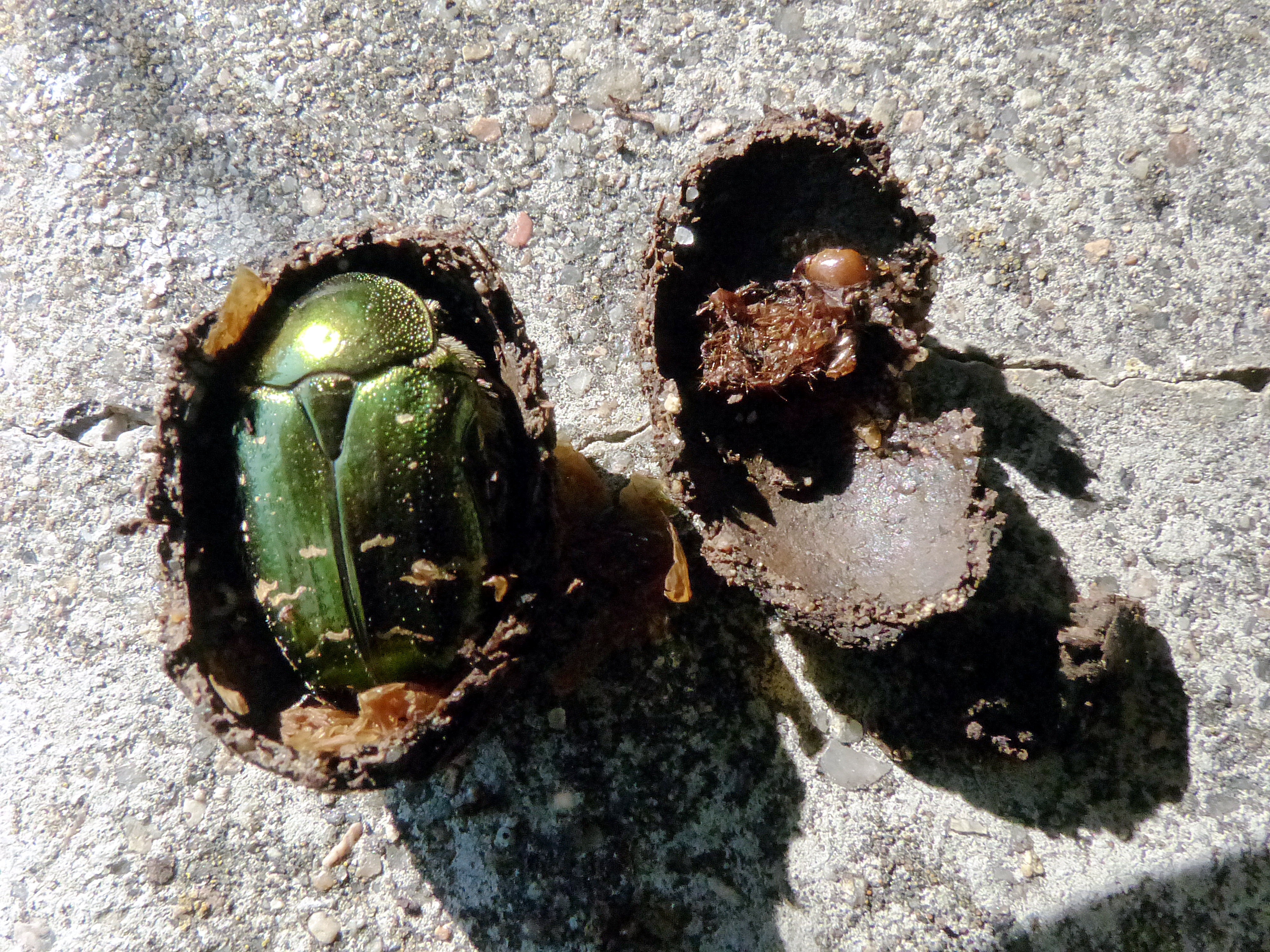
Imago de cétoine dorée dans son "œuf"

### Imago

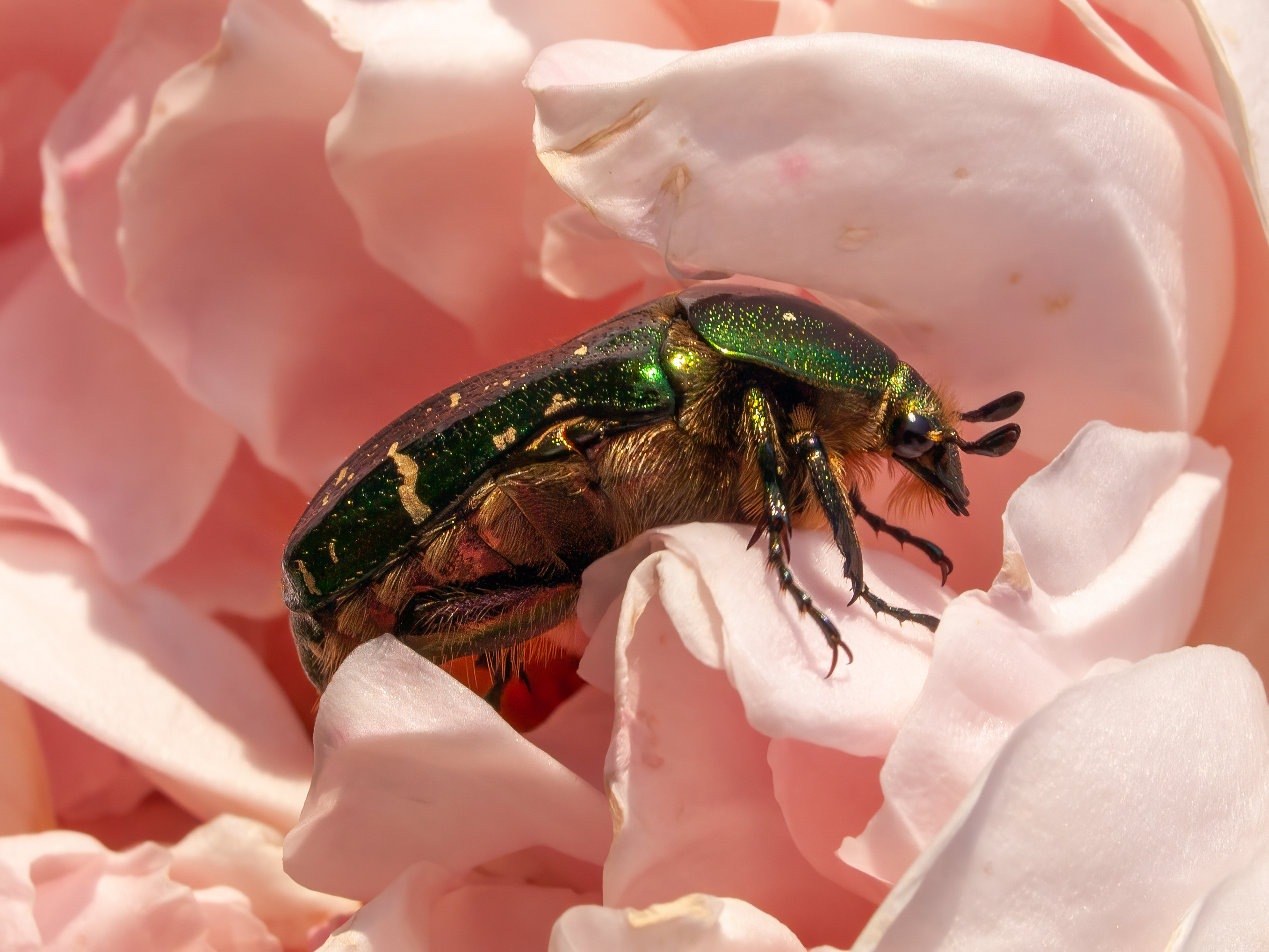
Une cétoine dorée dans une rose anglaise. Août 2008.

L'adulte (ou imago) se rencontre dans des endroits ensoleillés d'avril à octobre mais surtout de juin à août (espèce héliophile). Floricole nectarivore et pollinivore, il mange les étamines des fleurs pour leur pollen (ce qui constitue une castration des fleurs) ainsi que les fleurs entières comme celles des rosiers sauvages ou cultivés, des arbres fruitiers, des sureaux, des aubépines, des reines-des-prés (Filipendula ulmaria) et des Apiacées (Ombellifères) comme la berce commune (Heracleum sphondylium). Il peut également consommer des fruits mûrs (espèce frugivore) sur les sureaux, les rosiers, les troènes ou les spirées.
Parmi les cétoines parues dans le courant de la même année, deux générations sont donc à distinguer : celles du printemps qui ont hiverné et qui se nourrissent de pollen, et qui pondent en juin puis périssent ensuite et celles de l'automne qui se nourrissent de fruits, qui hivernent et font leur ponte l'été suivant.

## Utilité
Comme tous les saproxylophages, la cétoine dorée a une fonction écologique de recyclage des matières organiques et ne doit donc pas être détruite à l'état de « ver blanc » (confusion possible avec le ver blanc du hanneton) car sa présence dans le compost permet d’accélérer sa maturation. L'abattage des arbres morts est responsable de sa raréfaction.

### Utilisation de l'insecte dans la pharmacopée
Au XIXe siècle, la cétoine dorée passait pour « un remède efficace contre la rage »,. Henri Miot rapporte l'utilisation de poudre de larve de ce coléoptère en Russie. Celle-ci était donnée, après morsure, sur une tartine de pain beurré.

## Systématique
Si l'espèce a longtemps été attribuée à Johan Christian Fabricius, qui l'a nommée, c'est Carl von Linné qui est reconnu aujourd’hui comme l'inventeur de cette espèce qu'il a décrite sous le nom de Cetonia aurata en 1758. Statut accepté.

### Noms vernaculaires
- Catinette[18]
- Cétoine dorée
- Émeraudine[19]
- Hanneton des roses[20]

### Taxinomie
Liste des sous-espèces
Selon NCBI (25 juin 2024) :
- sous-espèce Cetonia aurata aurata
- sous-espèce Cetonia aurata pisana
- sous-espèce Cetonia aurata sicula

### Synonymie
- Scarabeus auratus Boisduval, 1867
- Cetonia elegans Leoni, 1910, un synonyme de la sous-espèce Cetonia aurata pisana